# Großer Preis der Niederlande 1951

Streckenlayout

Der Große Preis der Niederlande 1951 fand am 22. Juli 1951 auf dem Circuit Park Zandvoort in den Niederlanden statt. Das Rennen war für die Formel 1 ausgeschrieben, hatte aber keinen Weltmeisterschaftsstatus.

## Das Rennen
Louis Rosier konnte das 90 Runden lange Rennen im Talbot T26C-DA gewinnen. Der von der Pole-Position startende Giuseppe Farina fiel in Runde 46 aufgrund von Problemen mit der Ölleitung aus.

## Ergebnisse

### Schlussklassement
| Pos.        | Nr. | Team            | Fahrer             | Fahrzeug         | Runden |
| ----------- | --- | --------------- | ------------------ | ---------------- | ------ |
| 1           | 16  | Écurie Rosier   | Louis Rosier       | Talbot T26C-DA   | 90     |
| 2           | 8   |                 | Philippe Étancelin | Talbot T26C-DA   | 89     |
| 3           | 28  | HW Motors       | Stirling Moss      | HWM 51           | 89     |
| 4           | 26  | Écurie Espadon  | Rudolf Fischer     | Ferrari 212      | 88     |
| 5           | 30  |                 | Duncan Hamilton    | Talbot T26C      | 86     |
| 6           | 24  | HW Motors       | Lance Macklin      | HWM 51           | 84     |
| 7           | 14  | Écurie Belgique | André Pilette      | Talbot T26C      | 84     |
| 8           | 2   | HW Motors       | John Heath         | HWM 51           | 82     |
| Ausgefallen |     |                 |                    |                  |        |
| 9           | 10  | Écurie Belgique | Johnny Claes       | Talbot T26C-DA   | 61     |
| 10          | 12  |                 | Giuseppe Farina    | Maserati 4CLT-48 | 46     |
| 11          | 4   | Écurie Rosier   | Louis Chiron       | Talbot T26C      | 41     |
| 12          | 18  |                 | Pierre Levegh      | Talbot T26C      | 37     |

### Nur in der Meldeliste
| Nr. | Team             | Fahrer                | Fahrzeug         |
| --- | ---------------- | --------------------- | ---------------- |
| 2   | HW Motors        | Herman Roosdorp       | HWM 51           |
| 6   | Scuderia Ferrari | Luigi Villoresi       | Ferrari 375      |
| 18  |                  | Peter Whitehead       | Ferrari 125      |
| 20  | Scuderia Ferrari | Alberto Ascari        | Ferrari 375      |
| 22  |                  | José Froilán González | Maserati 4CLT-48 |

### Renndaten
- Gemeldet: 17
- Gestartet: 12
- Gewertet: 8
- Rennklassen: 1
- Zuschauer: unbekannt
- Wetter am Renntag: unbekannt
- Streckenlänge: 4,193 km
- Fahrzeit des Siegerteams: 2:59:19,4 h[2]
- Gesamtrunden des Siegerteams: 90
- Gesamtdistanz des Siegerteams: 377,37 km
- Siegerschnitt: unbekannt
- Pole Position: Giuseppe Farina, Maserati 4CLT-48
- Schnellste Rennrunde: André Pillete, 1:54,0 min
- Rennserie: zählte zu keiner Rennserie